# 贝母兰
贝母兰（学名：Coelogyne cristata）为兰科贝母兰属下的一个种。

## 扩展阅读
- 維基物種上的相關：贝母兰